# Oide Shampoo
Singles de Nogizaka46
Guru Guru Curtain
(22 février 2012) Hashire! Bicycle
(22 août 2012)
Oide Shampoo (おいでシャンプー) est le 2e single du groupe japonais Nogizaka46 sorti en 2012.

## Description
Ce single est interprété par les membres de la 1re génération du groupe. Quasiment tous les membres du groupe ont participé à ce single, des membres ont quitté le groupe en 2011, avant la sortie du disque et les débuts réels du groupe, quand ce dernier était encore en phase d'apprentissage.
Une des membres Manatsu Akimoto, ne participe pas aux enregistrement des chansons pour ses études et autres raisons académiques ; elle ne  commence avec le groupe que sur son 4e single Seifuku no Mannequin qui sort en décembre 2012.
Le single atteint la 1re place du classement hebdomadaire des ventes de l'Oricon, s'y maintient pendant 34 semaines au total ; il se vend à 155 677 exemplaires durant la première semaine. Le disque est classé 28e meilleur single de l'année 2012.
Le single sort en quatre versions, trois notées A, B et C (CD+DVD) éditions limitées et une régulière en tant qu'édition théâtre (CD seulement). Les DVD comprennent des musiques vidéo des chansons, mais aussi un ensemble de courtes vidéos présentant les membres du groupe. Il contient la chanson-titre Guru Guru Curtain, sa chanson face B principale Kokoro no Kusuri, puis d'autres chansons inédites en face B mais différentes selon l'édition : Gūzen wo Iiwake ni Shite (éd. A), Mizutamamoyō (éd. B), Ōkami ni Kuchibue wo (éd. C) et House! (CD normale).
La chanson-titre est utilisée comme chanson-thème pour un spot publicitaire de HTC J en 2012. Elle ne figure que 3 ans plus tard sur le 1er album du groupe Tōmei na Iro en janvier 2015.

## Clip vidéo et controverses
Le clip vidéo du nouveau single Oide Shampoo est mise en ligne sur YouTube en avril 2012 mais fait rapidement sujet de controverses sur Internet, recevant des réponses négatives de la part de nombreux téléspectateurs. Dans la chorégraphie, les filles soulèvent leurs jupes sur leurs visages, exposant pleinement leurs jupons. Certains intervenants ont trouvé la vidéo obscène et ont déclaré se sentir très mal à l'aise pour la visionner. D'autres ont également constaté que la chorégraphie du groupe contient des pas des danses à caractère sexuel (l'idole devant normalement préserver une image pure et innocente envers les fans). En raison de ces mauvaises réceptions, la chorégraphie et les costumes ont été modifiés peu de temps avant la sortie du single.

## Membres sélectionnés
Oide, Shampoo
- 1er génération : Rina Ikoma, Erika Ikuta, Rena Ichiki, Sayuri Inoue, Yumiko Iwase, Asuka Saitō, Yūri Saitō, Reika Sakurai, Mai Shiraishi, Kazumi Takayama, Kana Nakada, Nanase Nishino, Nanami Hashimoto, Minani Hoshino, Sayuri Matsumura, Seira Miyazawa, Seira Hatanaka, Minami Hoshino

Kokoro no Kusuri
- 1re génération : Rina Ikoma, Erika Ikuta, Rena Ichiki, Sayuri Inoue, Yumiko Iwase, Yūri Saitō, Reika Sakurai, Mai Shiraishi, Kazumi Takayama, Kana Nakada, Nanase Nishino, Nanami Hashimoto, Minani Hoshino, Mai Fukagawa, Nanami Hashimoto, Sayuri Matsumura, Seira Miyazawa, Rina Yamato

Nogizaka no Uta
- 1re génération : Mai Shiraishi, Kazumi Takayama, Nanami Hashimoto, Sayuri Matsumura

Gūzen wo Iiwake ni Shite 
- 1re génération : Erika Ikuta, Rina Ikoma, Rena Ichiki, Nena Itō, Marika Itō, Sayuri Inoue, Misa Eto, Mahiro Kawamura, Asuka Saitō, Yūri Saitō, Reika Sakurai, Mai Shiraishi, Kazumi Takayama, Kana Nakada, Nanase Nishino, Ami Nōjo, Nanami Hashimoto, Minami Hoshino, Seira Miyazawa, Sayuri Matsumura

Mizutamamoyō
- 1re génération : Rina Ikoma (en solo)

Ōkami ni Kuchibue wo
- Artiste : Undergirls
  - 1re génération : Mikumo Andō, Nene Itō, Marika Itō, Misa Eto, Yukina Kashiwa, Hina Kawago, Mahiro Kawamura, Asuka Saitō, Chiharu Saitō, Seira Nagashima, Himeka Nakamoto, Ami Nōjo, Hina Higuchi, Mai Fukagawa, Rina Yamato, Yumi Wakatsuki, Maaya Wada

House!
- 1re génération : Erika Ikuta, Rina Ikoma, Rena Ichiki, Yumiko Iwase, Misa Eto, Mahiro Kawamura, Asuka Saitō, Chiharu Saitō, Yūri Saitō, Reika Sakurai, Mai Shiraishi, Ami Nōjo, Seira Hatanaka, Nanami Hashimoto, Minami Hoshino, Sayuri Matsumura, Yumi Wakatsuki

## Listes des titres
| 1. | Oide Shampoo (おいでシャンプー)   |  |
| 2. | Kokoro no Kusuri (心の薬)         |  |
| 3. | House! (ハウス！)                 |  |
| 4. | Oide Shampoo (off vocal ver.)     |  |
| 5. | Kokoro no Kusuri (off vocal ver.) |  |
| 6. | House! (off vocal ver.)           |  |

| 1. | Oide Shampoo (おいでシャンプー)               |  |
| 2. | Kokoro no Kusuri (心の薬)                     |  |
| 3. | Gūzen wo Iiwake ni Shite (偶然を言い訳にして) |  |
| 4. | Oide Shampoo (off vocal ver.)                 |  |
| 5. | Kokoro no Kusuri (off vocal ver.)             |  |
| 6. | Gūzen wo Iiwake ni Shite (off vocal ver.)     |  |

| 1. | Oide Shampoo -MUSIC VIDEO-             |  |
| 2. | Gūzen wo Iiwake ni Shite -MUSIC VIDEO- |  |

| 1. | Oide Shampoo (おいでシャンプー)   |  |
| 2. | Kokoro no Kusuri (心の薬)         |  |
| 3. | Mizutamamoyō (水玉模様)           |  |
| 4. | Oide Shampoo (off vocal ver.)     |  |
| 5. | Kokoro no Kusuri (off vocal ver.) |  |
| 6. | Mizutamamoyō (off vocal ver.)     |  |

| 1. | Oide Shampoo -MUSIC VIDEO-  |  |
| 2. | Mizutamamoyou -MUSIC VIDEO- |  |

| 1. | Oide Shampoo (おいでシャンプー)       |  |
| 2. | Kokoro no Kusuri (心の薬)             |  |
| 3. | Ōkami ni Kuchibue wo (狼に口笛を)     |  |
| 4. | Oide Shampoo (off vocal ver.)         |  |
| 5. | Kokoro no Kusuri (off vocal ver.)     |  |
| 6. | Ōkami ni Kuchibue wo (off vocal ver.) |  |

| 1. | Oide Shampoo -MUSIC VIDEO-         |  |
| 2. | Ōkami ni Kuchibue wo -MUSIC VIDEO- |  |